# Jack Kamen

Jack Kamen (29 mai 1920 à Brooklyn (New York) – 5 août 2008 à Boca Raton) est un auteur de bande dessinée et illustrateur américain qui a travaillé dans les pulps et dans les comics. Dans les années 1950, il travaille régulièrement pour l'éditeur EC Comics jusqu'à la mise en place du Comics Code en 1954. Il a ensuite principalement travaillé pour la publicité. C'est le père de l'inventeur Dean Kamen.

## Biographie

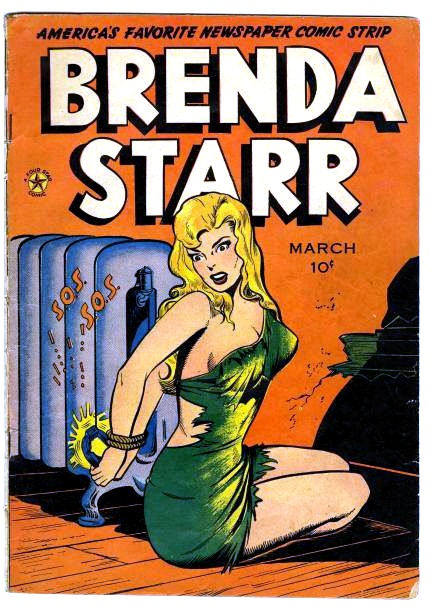
Couverture de Brenda Starr (mars 1947) dessinée par Jack Kamen.